# CDU connect
CDU connect (auch CDUconnect) ist eine App der deutschen Partei CDU, die Werber beim Haustür-Wahlkampf unterstützt. Sie wurde erstmals unter dem Namen Connect 17 (Eigenschreibweise Connect17) bei Landtagswahlkämpfen und bei der Bundestagswahl 2017 eingesetzt. Auf demselben Softwaregerüst bauen auch Wahlkampf-Apps der Parteien CSU (Die CSU App) und der ÖVP Wien (Neue Volkspartei Wien) auf. Die App greift auf soziologische und statistische Daten zurück und verbindet diese mit Geoinformationen für den „Tür zu Tür“-Wahlkampf. Zudem ist der Wahlkampf für registrierte Nutzer als eine Art Spiel mit Wettbewerbscharakter angelegt. 

## Entwicklung, Funktion und Nutzung
Entwickelt wurde die App von der durch CDU-Mitglieder gegründeten PXN GmbH. Die App wurde auf dem Bundesparteitag in Essen im Dezember 2016 vorgestellt. Sie übernimmt laut Süddeutscher Zeitung „die Innovationen des US-Präsidentschaftswahlkampfs 2016: Das Smartphone ist das wichtigste Instrument der Aktivisten und kann die Daten schnell an die Zentrale schicken.“ Die App wurde zuvor in verschiedenen Landtagswahlkämpfen eingesetzt und zielte auf unentschlossene Wähler ab.
CDU connect wurde speziell für den Straßenwahlkampf entwickelt, bei dem die Protagonisten von Haustür zur Haustür gehen. Mit dem Wissen darum, wo potentielle CDU-Wähler wohnen, sollen die Haustüraktionen optimiert werden. Die Informationen basieren auf den Ergebnissen früherer Wahlen und Adressdaten, die die CDU bei einem Datendienstleister gekauft hat. Zudem werden soziodemographische Informationen durch das System ausgewertet, auf das die App zugreift.
Ein weiteres Merkmal der App ist der kompetitive Charakter: Wer sich als Unterstützer angemeldet hat, bekommt für diverse Aktivitäten Punkte gutgeschrieben. So wird bei „Tür zu Tür“ belohnt, wer mit möglichst vielen Bürgern an der Haustür spricht. Unter dem Punkt „Social Media“ wird belohnt, wer entsprechende Facebookposts absetzt oder SMS an Freunde und Bekannte verschickt. Beim Punkt „Unterstützer“ können neue Wahlhelfer registriert werden. Die App greift auch hier auf Erfahrungen aus den USA zurück, die den kompetativen, spielerischen Charakter einführten und nennt den Aspekt „Gamification“.

## Sicherheitslücke
Im Mai 2021 wurden durch die Softwareentwicklerin Lilith Wittmann wesentliche Sicherheitslücken in der App entdeckt. So waren Daten zu mehr als 100.000 Besuchen und etwa 18.500 Wahlkampfhelfern über eine nicht hinreichend geschützte Schnittstelle öffentlich einsehbar. Die App wurde nach Bekanntwerden der Lücken vorläufig offline gestellt. Für die CDU stellte der Bundesgeschäftsführer Stefan Hennewig Strafanzeige gegen Wittmann. Als im August 2021 der Vorgang einer größeren Öffentlichkeit bekannt wurde, zog Hennewig nach eigener Aussage die Anzeige zurück und bat um Entschuldigung, das Verfahren lief dennoch weiter. Der Chaos Computer Club kritisierte das Verhalten der CDU und zog daraus Konsequenzen. CCC-Sprecher Linus Neumann dazu: „Um künftig rechtliche Auseinandersetzungen zu vermeiden, sehen wir uns leider gezwungen, bei Schwachstellen auf Systemen der CDU zukünftig auf Meldung zu verzichten“. Die Staatsanwaltschaft stellte das durch die CDU-Anzeigeerstattung ausgelöste Verfahren gegen Wittmann im August 2021 ein, da die Ermittlungen ergaben, dass kein Straftatbestand vorlag.